# Колвуд
Колвуд (англ. Colwood) — місто в Канаді, у провінції Британська Колумбія, у складі регіонального округу Кепітел.

## Населення
За даними перепису 2016 року, місто нараховувало 16859 осіб, показавши зростання на 4,8%, порівняно з 2011-м роком. Середня густота населення становила 954,2 осіб/км².
З офіційних мов обидвома одночасно володіли 1 305 жителів, тільки англійською — 15 475, тільки французькою — 15, а 40 — жодною з них. Усього 1195 осіб вважали рідною мовою не одну з офіційних, з них 5 — одну з корінних мов, а 25 — українську.
Працездатне населення становило 67,5% усього населення, рівень безробіття — 4,7% (5,1% серед чоловіків та 4,1% серед жінок). 88,3% осіб були найманими працівниками, а 10,4% — самозайнятими.
Середній дохід на особу становив $50 460 (медіана $41 915), при цьому для чоловіків — $63 804, а для жінок $37 727 (медіани — $53 022 та $33 595 відповідно).
33,3% мешканців мали закінчену шкільну освіту, не мали закінченої шкільної освіти — 13,5%, 53,2% мали післяшкільну освіту, з яких 32,8% мали диплом бакалавра, або вищий, 75 осіб мали вчений ступінь.
| Статево-вікова структура населення | Статево-вікова структура населення | Статево-вікова структура населення | Статево-вікова структура населення | Статево-вікова структура населення |
| ---------------------------------- | ---------------------------------- | ---------------------------------- | ---------------------------------- | ---------------------------------- |
|                                    |                                    |                                    |                                    |                                    |
| Всього                             | Всього                             | 49,2%50,8%                         |                                    |                                    |
| 0 — 14 років                       | 0 — 14 років                       |                                    | 17,1%                              | 17,1%                              |
| 15 — 64 років                      | 15 — 64 років                      |                                    | 66,7%                              | 66,7%                              |
| 65 і більше                        | 65 і більше                        |                                    | 16,1%                              | 16,1%                              |
| 85 і більше                        | 85 і більше                        |                                    | 1,5%                               | 1,5%                               |
| 100 і більше                       | 100 і більше                       |                                    | 0%                                 | 0%                                 |
| Середній вік (років)               | Середній вік (років)               | 40,241,5                           | 40,9                               | 40,9                               |
| Медіана (років)                    | Медіана (років)                    | 40,742,4                           | 41,6                               | 41,6                               |
| — чоловіки — жінки                 |                                    |                                    |                                    |                                    |

| Походження мешканців:     | Походження мешканців:     | Походження мешканців: | Походження мешканців: | Походження мешканців: |
| ------------------------- | ------------------------- | --------------------- | --------------------- | --------------------- |
| Походження                |                           |                       | осіб                  | %                     |
| Корінні американці        | Корінні американці        |                       | 955                   | 5.71%                 |
| Інше північноамериканське | Інше північноамериканське |                       | 5 400                 | 32.29%                |
| Європейське               | Європейське               |                       | 13 625                | 81.46%                |
| британське                | британське                |                       | 10 650                | 63.68%                |
| французьке                | французьке                |                       | 2 105                 | 12.59%                |
| українське                | українське                |                       | 890                   | 5.32%                 |
| Латинськоамериканське     | Латинськоамериканське     |                       | 245                   | 1.46%                 |
| Карибське                 | Карибське                 |                       | 130                   | 0.78%                 |
| Африканське               | Африканське               |                       | 135                   | 0.81%                 |
| Азійське                  | Азійське                  |                       | 1 090                 | 6.52%                 |
| Океанійське               | Океанійське               |                       | 140                   | 0.84%                 |

| Зайнятість населення за галузями (за класифікацією NOC): | Зайнятість населення за галузями (за класифікацією NOC): | Зайнятість населення за галузями (за класифікацією NOC): | Зайнятість населення за галузями (за класифікацією NOC): | Зайнятість населення за галузями (за класифікацією NOC): |
| -------------------------------------------------------- | -------------------------------------------------------- | -------------------------------------------------------- | -------------------------------------------------------- | -------------------------------------------------------- |
|                                                          |                                                          |                                                          |                                                          |                                                          |
| Управління                                               | Управління                                               |                                                          | 10,8%                                                    | 10,8%                                                    |
| Бізнес, фінанси та адміністрування                       | Бізнес, фінанси та адміністрування                       |                                                          | 17,3%                                                    | 17,3%                                                    |
| Природничі та прикладні науки                            | Природничі та прикладні науки                            |                                                          | 5,7%                                                     | 5,7%                                                     |
| Охорона здоров'я                                         | Охорона здоров'я                                         |                                                          | 7,1%                                                     | 7,1%                                                     |
| Освіта, правозахист, муніципальні та урядові служби      | Освіта, правозахист, муніципальні та урядові служби      |                                                          | 15,7%                                                    | 15,7%                                                    |
| Мистецтво, культура, відпочинок та спорт                 | Мистецтво, культура, відпочинок та спорт                 |                                                          | 2,2%                                                     | 2,2%                                                     |
| Роздрібна торгівля та послуги                            | Роздрібна торгівля та послуги                            |                                                          | 24,7%                                                    | 24,7%                                                    |
| Гуртова торгівля, транспорт та обладнання                | Гуртова торгівля, транспорт та обладнання                |                                                          | 14,3%                                                    | 14,3%                                                    |
| Природні ресурси, сільське господарство                  | Природні ресурси, сільське господарство                  |                                                          | 1,2%                                                     | 1,2%                                                     |
| Виробництво                                              | Виробництво                                              |                                                          | 0,9%                                                     | 0,9%                                                     |

## Клімат
Середня річна температура становить 10,2°C, середня максимальна – 20,5°C, а середня мінімальна – -0,8°C. Середня річна кількість опадів – 886 мм.
| Клімат поселення                              | Клімат поселення | Клімат поселення | Клімат поселення | Клімат поселення | Клімат поселення | Клімат поселення | Клімат поселення | Клімат поселення | Клімат поселення | Клімат поселення | Клімат поселення | Клімат поселення | Клімат поселення |
| Показник                                      | Січ.             | Лют.             | Бер.             | Квіт.            | Трав.            | Черв.            | Лип.             | Серп.            | Вер.             | Жовт.            | Лист.            | Груд.            |                  |
| Середній максимум, °C                         | 8,90             | 10,26            | 11,52            | 13,75            | 16,94            | 19,57            | 20,12            | 20,52            | 17,85            | 13,41            | 9,49             | 7,37             |                  |
| Середня температура, °C                       | 4,05             | 5,40             | 6,65             | 8,90             | 12,09            | 14,72            | 17,00            | 17,38            | 14,74            | 10,26            | 6,35             | 4,24             |                  |
| Середній мінімум, °C                          | −0,8             | 0,56             | 1,81             | 4,06             | 7,24             | 9,87             | 13,86            | 14,26            | 11,61            | 7,15             | 3,23             | 1,12             |                  |
| Норма опадів, мм                              | 141              | 100              | 78               | 51               | 34               | 27               | 19               | 24               | 33               | 81               | 151              | 147              |                  |
| Середньомісячна швидкість вітру, м/с          | 3.59             | 3.42             | 3.52             | 3.48             | 3.43             | 3.47             | 3.30             | 3.00             | 2.66             | 2.84             | 3.55             | 3.63             |                  |
| Середньомісячна сонячна радіація, кДж/м²·день | 3288             | 6136             | 9824             | 14692            | 18527            | 20056            | 21102            | 18054            | 13262            | 7115             | 3683             | 2615             |                  |
| --------------------------------------------- | ---------------- | ---------------- | ---------------- | ---------------- | ---------------- | ---------------- | ---------------- | ---------------- | ---------------- | ---------------- | ---------------- | ---------------- | ---------------- |
| Джерело:                                      |                  |                  |                  |                  |                  |                  |                  |                  |                  |                  |                  |                  |                  |